# L'ajo nell'imbarazzo

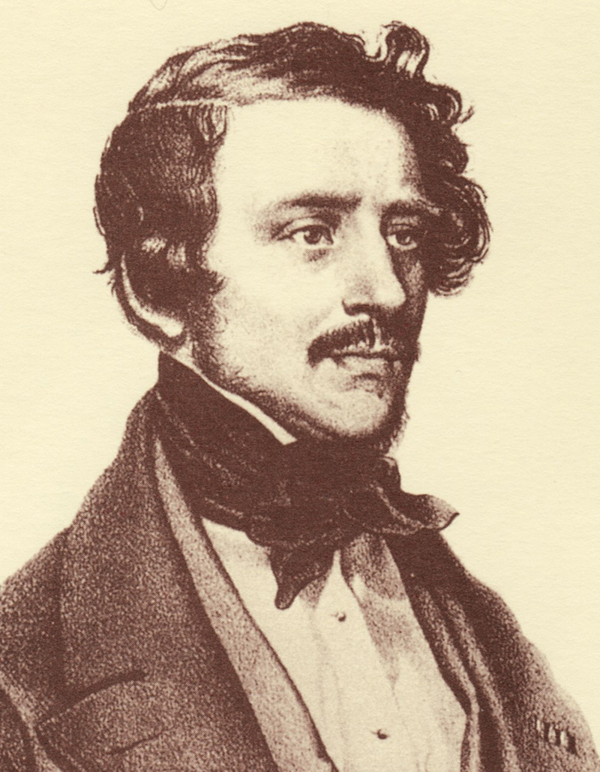
Gaetano Donizetti.

L'ajo nell'imbarazzo (Den olycksdrabbade läraren) är en opera buffa i två akter med musik av Gaetano Donizetti och libretto av Jacopo Ferretti efter pjäsen med samma namn av Giovanni Giraud (1807).

## Historia
Donizettis tacksamhetsskuld till Gioacchino Rossinis komiska operor är påtaglig men det finns flera partier där hans karaktärsteckning är framträdande, som i duetten mellan Gilda och Don Gregorio. Operan hade premiär den 4 februari 1824 på Teatro Valle i Rom. Den "möttes av stor entusiasm och det var med den opera som [...] Donizetti hade sin första riktiga framgång". Till premiären i Neapel 1826 reviderade Donizetti operan och ändrade titeln till Don Gregorio.

## Personer
| Roller                                 | Röstläge    | Premiärbesättning 4 februari 1824 Dirigent: |
| -------------------------------------- | ----------- | ------------------------------------------- |
| Madama Gilda Talemanni, Enricos hustru | sopran      | Maria Ester Mombelli                        |
| Den gamle markisen Giulio              | baryton     | Antonio Tamburini                           |
| Marquis Enrico, Giulios son            | tenor       | Savino Monelli                              |
| Marquis Pippetto, Giulios son          | tenor       | Giovanni Puglieschi                         |
| Don Gregorio Cordebono                 | baryton     | Nicola Tacci                                |
| Leonarda, äldre husa                   | mezzosopran | Agnese Loyselet                             |
| Simone, tjänare                        | bas         | Luigi De Dominicis                          |
| Tjänare och betjänter hos Marquis      |             |                                             |

## Handling
Markis Giulio är fast övertygad om att uppfostra sina söner utan vetskap eller kunskap om kvinnor. Resultatet blir att den yngre sonen Pippetto förälskar sig handlöst i den överåriga husan Leonarda, den enda kvinnan han någonsin sett, medan den mer äventyrlige Enrico i hemlighet gifter sig med Gilda med vilken han redan har en son. Tack vare läraren don Gregorios listiga knep inser markisen vansinnet med sitt lärosystem och välsignar äktenskapet mellan sonen och Gilda.